# Matheus Reis
Matheus Reis de Lima (São João da Boa Vista, Brasil, 18 de febrero de 1995) es un futbolista brasileño que juega de defensa en el Sporting C. P. de la Primeira Liga.

## Trayectoria
Comenzó su carrera deportiva en el São Paulo F. C. en 2014, saliendo cedido durante su estancia en el club paulista al C. A. Sorocaba en 2014, E. C. Bahia en 2017 y al Moreirense en 2018. En ese mismo año abandonó definitivamente el São Paulo, al fichar por el Rio Ave F. C. portugués.
En febrero de 2021 se marchó cedido al Sporting C. P., con el que logró ganar la Primeira Liga. Posteriormente el club lisboeta le fichó en propiedad.

## Estadísticas

### Clubes
Actualizado al último partido disputado el 5 de noviembre de 2024.
| Club                      | Div.          | Temporada     | Liga  | Liga  | Estatal | Estatal | Copas nacionales | Copas nacionales | Copas internacionales | Copas internacionales | Total | Total |
| Club                      | Div.          | Temporada     | Part. | Goles | Part.   | Goles   | Part.            | Goles            | Part.                 | Goles                 | Part. | Goles |
| ------------------------- | ------------- | ------------- | ----- | ----- | ------- | ------- | ---------------- | ---------------- | --------------------- | --------------------- | ----- | ----- |
| C. A. Sorocaba · Brasil   | Reg.          | 2014          | —     | —     | 8       | 0       | —                | —                | ―                     | ―                     | 8     | 0     |
| C. A. Sorocaba · Brasil   | Total club    | Total club    | 0     | 0     | 8       | 0       | 0                | 0                | 0                     | 0                     | 8     | 0     |
| São Paulo F. C. · Brasil  | 1.ª           | 2015          | 13    | 0     | —       | —       | 3                | 0                | ―                     | ―                     | 16    | 0     |
| São Paulo F. C. · Brasil  | 1.ª           | 2016          | 15    | 0     | 0       | 0       | —                | —                | 1                     | 0                     | 16    | 0     |
| São Paulo F. C. · Brasil  | Total club    | Total club    | 28    | 0     | 0       | 0       | 3                | 0                | 1                     | 0                     | 32    | 0     |
| E. C. Bahia · Brasil      | 1.ª           | 2017          | 19    | 0     | 7       | 1       | —                | —                | —                     | —                     | 26    | 1     |
| E. C. Bahia · Brasil      | Total club    | Total club    | 19    | 0     | 7       | 1       | 0                | 0                | 0                     | 0                     | 26    | 1     |
| Moreirense F. C. Portugal | 1.ª           | 2017-18       | 2     | 0     | ―       | ―       | 0                | 0                | —                     | —                     | 2     | 0     |
| Moreirense F. C. Portugal | Total club    | Total club    | 2     | 0     | 0       | 0       | 0                | 0                | 0                     | 0                     | 2     | 0     |
| Rio Ave F. C. Portugal    | 1.ª           | 2018-19       | 22    | 0     | ―       | ―       | 2                | 1                | 2                     | 0                     | 26    | 0     |
| Rio Ave F. C. Portugal    | 1.ª           | 2019-20       | 30    | 1     | ―       | ―       | 7                | 0                | —                     | —                     | 37    | 1     |
| Rio Ave F. C. Portugal    | 1.ª           | 2020-21       | —     | —     | ―       | ―       | —                | —                | 2                     | 0                     | 2     | 0     |
| Rio Ave F. C. Portugal    | Total club    | Total club    | 52    | 1     | 0       | 0       | 9                | 1                | 4                     | 0                     | 65    | 2     |
| Sporting C. P. Portugal   | 1.ª           | 2020-21       | 15    | 0     | ―       | ―       | —                | —                | ―                     | ―                     | 15    | 0     |
| Sporting C. P. Portugal   | 1.ª           | 2021-22       | 26    | 2     | ―       | ―       | 10               | 0                | 8                     | 0                     | 44    | 2     |
| Sporting C. P. Portugal   | 1.ª           | 2022-23       | 33    | 1     | ―       | ―       | 7                | 0                | 11                    | 0                     | 51    | 1     |
| Sporting C. P. Portugal   | 1.ª           | 2023-24       | 27    | 0     | ―       | ―       | 9                | 0                | 10                    | 0                     | 46    | 0     |
| Sporting C. P. Portugal   | 1.ª           | 2024-25       | 8     | 0     | ―       | ―       | 1                | 0                | 3                     | 0                     | 12    | 0     |
| Sporting C. P. Portugal   | Total club    | Total club    | 109   | 3     | 0       | 0       | 27               | 0                | 32                    | 0                     | 168   | 3     |
| Total carrera             | Total carrera | Total carrera | 210   | 4     | 15      | 1       | 39               | 1                | 37                    | 0                     | 301   | 6     |

## Palmarés

### Títulos nacionales
| Título                      | Club           | País     | Año  |
| --------------------------- | -------------- | -------- | ---- |
| Primeira Liga               | Sporting C. P. | Portugal | 2021 |
| Supercopa de Portugal       | Sporting C. P  | Portugal | 2021 |
| Copa de la Liga de Portugal | Sporting C. P. | Portugal | 2022 |
| Primeira Liga               | Sporting C. P. | Portugal | 2024 |
| Primeira Liga               | Sporting C. P. | Portugal | 2025 |
| Copa de Portugal            | Sporting C. P  | Portugal | 2025 |